# Prudencio Patrón Peniche
Prudencio Patrón Peniche, nacido en Espita, Yucatán, a principios del siglo XX, fue un maestro, escritor y político mexicano. Como político fue miembro del Partido Revolucionario Institucional, con el que arribó a la alcaldía del municipio de Espita en 1953.

## Obra
Entre los libros publicados por Patrón Peniche, destacan los siguientes:
- 1932: Léxico yucateco: barbarismos, provincialismos y mayismos.[2]
- 1937: La independencia: drama histórico para niños.[3]
- 1947: Bocetos de comedia: temas de crítica social.[4]
- 1950: Espita (X-ppitah): historia, geografía, estadística, relicario sentimental.[5]
- 1959: Espita, su historia desde la época más remota.[6]
- 1968: Para el maestro: desarrollo mensual del programa oficial del primer año.[7]